# Стукач (фильм, 1955)
«Стукач» (англ. Finger Man) — фильм нуар режиссёра Гарольда Д. Шустера, который вышел на экране в 1955 году.
Фильм рассказывает о профессиональном преступнике Кейси Мартине (Фрэнк Лавджой), который в обмен на иммунитет от судебного преследования соглашается работать под прикрытием, чтобы разоблачить и уничтожить банду под руководством гангстера Датча Беккера (Форрест Такер).
Фильм имел определённые сложности с прохождением цензуры, так как затрагивал такие запретные в то время темы, как наркомания, проституция и внебрачный секс между положительными героями.
Фильм получил невысокие оценки критики, отметившей с положительной стороны лишь уверенную постановку Шустера, крепкую игру Лавджоя и в особенности сильную актёрскую работу Тимоти Кэри в роли психопатического киллера.

## Сюжет
Однажды утром Кейси Мартин (Фрэнк Лавджой), который недавно освободился из тюрьмы, переодевшись в шофёрскую униформу, выходит на узкую горную дорогу и останавливает грузовик с алкоголем. Затем он наставляет на водителя револьвер, заставляя того выйти из машины. Вместе с партнёром Лефти Стерном (Льюис Чарльз) они бьют водителя по голове, лишая его сознания, после чего Лефти угоняет грузовик. На месте преступления Кейси роняет пачку с сигаретами, и, используя эту улику, агенты казначейства Джонни Купер (Джон Клифф) и Фред Эмори (Чарльз Максвелл) буквально на следующий день задерживают его в одном из городских баров. Кейси доставляют в местное отделение казначейства, где начальник департамента Джеймс Бёрнс (Хью Сандерс) объясняет, что против него есть неопровержимые улики. Кейси предъявляют пачку сигарет с отпечатками его пальцев, после чего водитель угнанного грузовика опознаёт его как одного из нападавших. Бёрнс заявляет, что поскольку Кейси уже трижды был осуждён на различные сроки, новый приговор для него может быть пожизненным без права помилования. Учитывая, что Кейси не связан с организованной преступностью, Бёрнс предлагает альтернативу — он готов снять с него все обвинения, если тот станет их информатором и поможет разгромить банду гангстера Датча Беккера (Форрест Такер). Датч, в частности, контролирует такие сферы криминальной деятельности, как подпольный игорный бизнес, торговля контрафактным алкоголем и предоставление нелегальных эскорт-услуг. Первоначально Кейси, который соблюдает воровские законы, отказывается быть стукачом, даже когда Бёрнс показывает ему фотографии мёртвых молодых девушек, которых убили люди Датча. После этого агенты советуют Кейси навестить свою сестру Люсиль (Эвелин Итон), которую тот не видел в течение нескольких лет. Кейси отпускают, давая ему на размышление четыре часа. Он приезжает домой к Люсиль, где его встречает Джун (Бернадетт Уитерс), маленькая дочь его сестры, которая напугана и расстроена. Кейси проходит в спальню, где видит пьяную, почти невменяемую Люсиль, которая не в состоянии подняться с постели. Она сообщает, что когда-то была самой красивой девушкой у Датча, после чего пытается выброситься из окна. Кейси останавливает сестру и вызывает ей врача, а затем приезжает в офис Бёрнса, соглашаясь работать на него под прикрытием.
Кейси приезжает в свой любимый клуб, где сообщает удивлённому Лефти, что больше не будет с ним работать. После ухода бывшего партнёра Кейси объясняет своей привлекательной подружке Глэдис Бейкер (Пегги Кастл), что решил круто изменить свою жизнь, и в этой связи просит организовать ему встречу со своим знакомым Датчем Беккером. Просьба Кейси не нравится Глэдис, и она пытается отговорить его иметь дело с Датчем, однако Кейси настаивает на своём. На следующий день Кейси сообщает сотрудникам казначейства, что хотя лично не знаком с Датчем, но договорился о встрече с ним через свою подругу Глэдис, и за её содействие просит снять все возможные обвинения против неё. Вскоре Глэдис сообщает Кейси, что договорилась о встрече с Датчем днём в его клубе Joe’s Torch Club. Когда Кейси появляется в клубе, его враждебно встречает Лу Терп (Тимоти Кэри), бывший сосед Кейси по камере, который ныне стал одним из ближайших подручных Датча. Лу провожает Кейси к столу своего босса, где Кейси держится смело и независимо, и после краткого разговора уходит, что вызывает интерес Датча. Гангстер вскоре перемещается в свой кабинет, где разбирается с одной из своих девушек, которая украла деньги у клиента. Датч приказывает избить и выгнать её, после чего тут же нанимает новую девушку, заявляя, что от неё требуется честность и абсолютная лояльность.
У себя дома Глэдис говорит Кейси, что любит его и никогда его не предаст, на что он отвечает, что они теперь пойдут вместе до конца. Они целуются, и Глэдис предлагает вместе бежать, однако Кейси заявляет, что он сам будет решать, что им делать. Кейси тайно встречается с агентами казначейства, которые передают ему деньги, чтобы он потратил их для привлечения к себе внимания. Вскоре двое подручных Датча, Карлос Армор (Глен Гордон) и Большой Джо Уолтерс (Джон Клоуз), передают Кейси предложение своего шефа работать на него, которое Кейси обещает обдумать. Затем Кейси навещает Люсиль, которую поместил в частную клинику. Она говорит, что, может быть, и выкарабкается, если он будет её поддерживать. Кейси приходит в клуб Датча, где начинает тратить деньги. Вскоре к нему подходит Лу, приглашая пройти за столик Датча. Демонстрируя свою независимость, разозлённый Кейси отталкивает и бьёт Лу, после чего между мужчинами закипает драка, которую останавливает Датч, требующий всех успокоиться. Затем Датч приглашает Кейси с Глэдис в свой кабинет, где Кейси набрасывается ещё и на Карлоса, который говорит что-то неприятное в его адрес. Датч объявляет Кейси, что берёт его на работу, требуя от него полной лояльности, и назначает встречу на следующий вечер. Когда Кейси и Глэдис покидают бар, следящий за ними агент казначейства Джим Роджерс (Уильям Лейстер) звонит начальству, чтобы доложить об уходе Кейси. Уолтерс случайно снимает трубку параллельного телефона и слышит слова Джима. Несколько минут спустя трое людей Датча хватают Роджерса, жестоко избивают его и ночью бросают под колёса проходящего грузовика.
Утром агенты казначейства сообщают Кейси о гибели Роджерса, однако он решает продолжить борьбу против Датча и его людей. Вечером в своей квартире Кейси разговаривает с Глэдис, уговаривая её немедленно уехать из города и переждать там до тех пор, пока всё не успокоится. Глэдис говорит, что много лет работает на Датча и может рассказать про него ужасные вещи, однако Кейси просит её не спешить. Их разговор через открытую дверную форточку подслушивает Лу, который после ухода Глэдис идёт вслед за ней. Тем временем Кейси приезжает на склад Датча, где тот официально берёт его на работу, поручая руководить операциями по доставке контрафактного алкоголя. Кейси в свою очередь заявляет, что у него есть покупатель, который готов взять 200 ящиков виски. Ночью Купер звонит Кейси, сообщая ему об убийстве Глэдис, и рано утром он приезжает на место преступления, чтобы опознать тело своей изуродованной подруги. Купер предлагает Кейси снять его с дела, однако тот заявляет, что уже внедрился в бутлегерский бизнес Датча, и скоро можно ожидать результатов. Приехав в офис Датча, Кейси договаривается с ним о поставке виски в ближайшую субботу, обещая обеспечить оплату. Затем он встречается с Купером, который передаёт ему деньги, и сообщает, что на месте убийства Глэдис обнаружены отпечатки пальцев Лу. Кейси немедленно возвращается в город, где выслеживает и жесткого избивает Лу, и лишь вмешательство Купера, который решил проследить за Кейси, предотвращает убийство бандита.
На следующее утро Салливан сообщает Кейси, что Лу может в течение суток прийти в сознание и заговорить, и потому рекомендует ему ускорить проведение операции у Датча. Зная об отношениях Кейси и Глэдис, Датч подозревает, что это Кейси избил и сдал Лу, в результате чего тот попал в полицейский госпиталь. В ответ Кейси рассказывает, что когда они напились вместе с Лу, тот рассказал ему, что убил Глэдис, после чего Кейси стал избивать его, однако в этот момент появились копы и увезли Лу в больницу. Убедив Датча в том, что он не сдавал Лу, Кейси говорит, что уже получил деньги, и предлагает перенести дату поставки на утро следующего дня. Когда Кейси уходит, Датч поручает проследить за ним и решает сам принять участие в сделке. Утром Кейси надевает под рубашку полученный от Бёрнса радиопередатчик, после чего направляется на склад. Когда Кейси выходит на улицу, бандиты сажают его в свою машину и отбирают у него оружие, а затем кружат по городу, проверяя, нет ли за ними слежки. Ориентируясь на сигнал передатчика, за Кейси на машинах незаметно следуют Купер и другие агенты. В разговоре Кейси подталкивает Датча к признанию того, что Лу убил Глэдис по его приказу, а также к рассказу о том, что он «владеет» многими людьми в девяти штатах, используя их зависимость от азартных игр, алкоголя или каких-либо иных вещей, которые он способен удовлетворить. Наконец, преступники подъезжают к складу, где при выходе из машины Датч замечает у Кейси под рубашкой шнур от радиопередатчика. Кейси однако успевает подать сигнал полицейским, прежде чем его бьют по голове, и он теряет сознание. Подоспевшие копы вступают в перестрелку с бандитами, сразу убивая двух людей Датча, которые выскочили из машины. Сам главарь банды незаметно выбирается из автомобиля и пытается скрыться на территории склада. Кейси приходит в себя, после чего, догнав Датча на территории склада, начинает его душить. Подоспевшие агенты казначейства и полицейские останавливают и успокаивают Кейси, и арестовывают Датча. Купер поздравляет Кейси с успехом операции, после чего Кейси удаляется, намереваясь позаботиться о Люсиль и Джун, и как-то наладить собственную жизнь.

## В ролях
- Фрэнк Лавджой — Кейси Мартин
- Форрест Такер — Датч Беккер
- Пегги Кастл — Глэдис Бейкер
- Тимоти Кэри — Лу Терп
- Джон Клифф — Джонни Купер
- Уильям Ф. Лейстер — Джим Роджерс
- Глен Гордон — Карлос Армор
- Джон Клоуз — Большой Уолтерс
- Хью Сандерс — мистер Бёрнс
- Эвелин Итон — Люсиль Мартин
- Чарльз Максвелл — Фред Эмори

## Создатели фильма и исполнители главных ролей
Как пишет историк кино Хэл Эриксон, режиссёр Гарольд Д. Шустер, который «более уверенно чувствовал себя в фильмах, снятых на открытом просторе», таких как семейная лента о лошади «Мой друг Флика» (1943), приключенческий фильм «Тайные джунгли Тарзана» (1955) и вестернах «Джек Слейд» (1953) и «Резня в Драгон-Уэллс» (1957), в 1954 году поставил свой первый нуар «Лазейка».
По информации киноведа Артура Лайонса, Фрэнк Лавджой известен ролями в таких фильмах нуар, как «Звук ярости» (1950), «Попутчик» (1953) и «Я был коммунистом для ФБР» (1950) .
Форрест Такер за свою карьеру сыграл в 80 фильмах, среди которых наиболее значимыми были военная драма «Пески Иводзимы» (1949), фильм нуар «Бандитская империя» (1952), фильм ужасов «Снежный человек» (1957) романтическая комедия «Тётушка Мейм» (1958) и вестерн «Чизем» (1970).
Среди наиболее заметных картин Пегги Кастл — мелодрамы «Оплата по требованию» (1951) и «Чудо под дождём» (1956), фильмы нуар «Ривер-стрит, 99» (1953), «Суд — это я» (1953) и «Долгое ожидание» (1954), вестерн «Крутой всадник» (1955) и фантастический фильм ужасов «Начало конца» (1957).

## История создания фильма
Рабочими названиями этого фильма были «Тёмное предприятие» (англ.  Dark Venture), «Город, который никогда не спит» (англ.  City That Never Sleeps), «Сегодня — это навсегда» (англ.  Today Is Forever) и «Угонщики» (англ.  The Hijackers).
Согласно информации «Голливуд Репортер» от 10 января 1955 года, первоначально на главную роль планировался Бродерик Кроуфорд, однако его кандидатура отпала из-за «вирусного заболевания».
Фильм периодически сопровождается закадровым комментарием Фрэнка Лавджоя, исполняющим роль Кейси Мартина.
«Голливуд репортер» сообщает, что фильм частично снимался на натуре в Griffith Park, Беверли-Хиллс и Санта-Монике.

## Проблематика фильма и цензурные ограничения
Администрация Производственного кодекса первоначально отвергла сценарий фильма из-за его «чрезмерной жестокости», намёков на то, что Глэдис была проституткой, представления Лу Терпа как садистского «сексуального извращенца» и допущения о «внебрачном сексе» между Глэдис и Кейси.
В конце концов сценарий был утверждён, однако когда в марте 1955 года уже сведённый фильм поступил в Администрацию Производственного кодекса, он вновь был отвергнут. В письме продюсеру Линдзли Парсонсу от 14 марта 1955 года официальный представитель Администрации Джеффри Шёрлок жёстко отчитал продюсера за то, что в фильм вошли эпизоды, которые не представлялись на согласование в Администрацию. Шёрлок, в частности, возражал против слов о том, что жертвы на фотографиях, которые Джеймс Бёрнс показывает Кейси, «умерли в результате наркотического отравления и/или проституции», против намёков на то, что Беккер занимался наркоторговлей, а также введения в картину Люсиль, которой не было в одобренном варианте сценария. Шёрлок подчёркивал, что Люсиль нельзя показывать как наркоманку, её следует представить как выздоравливающую алкоголичку. После того, как студия удалила несколько небольших фрагментов и расширила закадровое повествование, включив строчку «Люсиль любила бутылку», картина получила согласие и прокатный сертификат Администрации производственного кодекса 23 марта 1955 года.
Тем не менее, по оценке Американского института киноискусства, «в фильме присутствует очевидный намёк на то, что Люсиль — наркоманка, и у неё имеет место абстиненция в тот момент, когда Кейси впервые навещает её. Также зрителю даётся понять, что Датч Беккер, помимо того, что управляет разветвлённой сетью проституции, также занимается распространением наркотиков».

## Оценка фильма критикой
Критика в целом невысоко оценила фильм. Так, современный историк кино Майкл Кини назвал его «откровенно скучным низкобюджетным нуаром», далее отметив, что «его единственным по-настоящему увлекательным моментом является загадочная игра Тимоти Кэри». Леонард Молтин также пришёл к заключению, что лишь «убедительная актёрская игра поднимает уровень этого рассказа о федеральных агентах, которые охотятся на алкогольную банду».
Хэл Эриксон отмечает, что режиссёр картины «Шустер хорошо справляется со своей работой, придавая фильму все внешние атрибуты фильма нуар». Вместе с тем, «фильм легко забирает себе мрачный Тимоти Кэри в роли безумного убийцы. Говорят, что Лавджой почти добился изгнания Кэри из картины, когда понял, что тот задвинул его на второй план». По мнению Артура Лайонса, «Лавджой выдаёт свою обычную крепкую, сдержанную игру». Между тем, «Кэри в обычной для себя роли психопатического киллера убедительно странен в этом фильме, как и в каждом другом фильме, где он играл, что даёт повод задуматься о том, каким человеком он был в реальной жизни».